# Bodroghalász
Bodroghalász, 1896-ig Petrahó település Borsod-Abaúj-Zemplén vármegyében, a Sárospataki járásban, a Bodrog folyó partján. 1950 óta Sárospatak része.

## Fekvése
A település a 3801-es út (a 37-es főút régi nyomvonala) mentén fekszik, Sárospatak központjától délnyugatra. Közösségi közlekedéssel a Volánbusz 3885-ös járata révén érhető el. Érinti ugyan vasútvonal is (a Budapest–Sátoraljaújhely-vasútvonal), de állomással nem rendelkezik, a legközelebbi vasúti csatlakozási lehetőséget így Sárospatak vasútállomás kínálja. Egykor a Hegyközi Kisvasút hálózatán saját megállóhellyel is rendelkezett, de ott már évtizedekkel ezelőtt megszűnt mindenfajta vasúti forgalom.

## Története
1248-ban Petrahó néven említik először; a tatárjárás után olaszokkal telepítették be. 1257-ben IV. Béla király a szent-ágoston-rendű toronyi szerzeteseknek adományozza. 1280-ban a Roland nádor és Bokcsa Simon várispán fiai között kötött cserelevélben is szerepel. A XV. században az újhelyi pálosok birtoka. 1530-ban Perényi Péter a pataki vár uradalmához csatolja s ezentúl a vár tartozékainak sorsában osztozik. A Rákóczi-családtól való elkobzás után a Bretzenheim család birtokába került, majd a Windischgrätz család kezébe jutott. 1896-ban a község nevét Bodroghalászra magyarosították. A községet 1888-ban a Bodrog áradása rombolta, egy évvel később pedig nagy tűzvész pusztította. A 20. század elején Zemplén vármegye Sárospataki járásához tartozott. Az 1910-es népszámláláskor 1670 lakosából 649 magyar anyanyelvű, ebből 553 református, 52 római katolikus, 23 görögkatolikus és 16 zsidó volt.
Református temploma a középkorban épült, de még a középkorban katolikus kézre került. A mait megelőző templomát 1771-74 között építették, amely mellé haranglábat állítottak. A jelenlegi templomot 1823-26 között építették késő barokk stílusban, gerendás famennyezettel torony nélkül.
Ide tartozik Kengyelerdő-tanya, mely 1440-ben a Szerdahelyi család birtoka, 1575-ben pedig Sándorffy Miklósé, de azután nyoma vész és ma már csak nevében él.

## Nevezetességei
- Késő barokk református templom
- Szent Vince-hegyi andezitbánya[2]
- Kisvasúti Bodrog-híd (egész Európa leghosszabb keskeny nyomtávú hídja volt)[3]